# Władysław Rosolak
Władysław Rosolak (ur. 27 czerwca 1936, zm. 9 lutego 2006) – polski kompozytor, szachista, sędzia i działacz szachowy.

## Życiorys
Jako kompozytor debiutował w 1952 roku. Opublikował ponad 350 zadań, otrzymując ponad 230 wyróżnień, w tym około 40 nagród. Posiadał tytuł mistrza krajowego i sędziego międzynarodowego kompozycji szachowej. Był przewodniczącym Komisji Kompozycji Szachowej PZSzach (1976–1982), w miesięczniku "Szachy" zajmował się redagowaniem działu problemów szachowych (1973–1983). W latach 2002–2004 był członkiem Komisji Kompozycji Szachowej PZSzach.
Jedno z opracowanych przez niego zadań to trzychodówka, którą można znaleźć w artykule dotyczącym motywu pickaninny.